# 髙月希海
髙月 希海（たかつき のぞみ、1月26日 - ）は、日本の女性声優。東京都豊島区西池袋出身。アクセント所属。

## 略歴
小学校時代、テレビアニメ『宇宙戦艦ヤマト』に出会い夢中になったことが声の仕事への夢を持つきっかけになった。クラスの男子から｢一緒に声優になってヤマトに出よう!｣と言われており、のちの声優の業界で仕事を貰うことは「あの時から繋がっている時間の賜物」と語る。
勝田声優学院、第1回アクセントナレーションコンテスト出身。

## 人物
趣味はお菓子作り、人間分析、旅行、園芸。特技はピアノ、華道。
妹がいる。

## 出演作品
太字はメインキャラクター。

### テレビアニメ
- ARIA The NATURAL（おばさんA）
- しまじろうのわお!（しまのすみれ〈しまじろうの祖母〉）
- イソップワールド（ツルママ）
- NARUTO -ナルト-（しじみ）
- NARUTO -ナルト- 疾風伝（マダム・しじみ）
- ふしぎ星の☆ふたご姫 Gyu!（老婆）

### 吹き替え
- アイ・スパイ
- アリゲーター/愛と復讐のワニ人間
- クローサー
- ゲーム・プラン
- コヨーテ・アグリー
- 幸せになるための27のドレス
- セシル・B/ザ・シネマ・ウォーズ
- チアーズ!（カーヴァー）
- 蝶の舌
- ナショナル・トレジャー リンカーン暗殺者の日記
- バフィー 〜恋する十字架〜（アンヤ・ジェンキンズ）
- ハリエットはティーン・スパイ（ゴーリー）
- パワーレンジャー・ロスト・ギャラクシー（ハンナ）
- ミリオンダラー・ホテル
- 汚れた女（エマ・コーフィールド）
- リトル★ニッキー
- 隣人は闇に潜む（キャサリン・オルデン（ホリー・マリー・コームズ））